# Maco
Maco (Bayan ng Maco) är en kommun i Filippinerna. Kommunen tillhör Composteladalen och ligger på ön Mindanao. Folkmängden uppgår till 65 181 invånare.

## Barangayer
Maco är indelat i 37 barangayer.
| - Anibongan - Anislagan - Binuangan - Bucana - Calabcab - Concepcion - Dumlan - Elizalde (Somil) - Pangi (Gaudencio Antonio) - Gubatan - Hijo - Kinuban - Langgam | - Lapu-lapu - Libay-libay - Limbo - Lumatab - Magangit - Malamodao - Manipongol - Mapaang - Masara - New Asturias - Panibasan - Panoraon | - Poblacion - San Juan - San Roque - Sangab - Taglawig - Mainit - New Barili - New Leyte - New Visayas - Panangan - Tagbaros - Teresa |